# Lis Elkjær
Elizabeth "Lis" Elkjær, född Graschitz 2 mars 1905 i Köpenhamn, död 10 februari 1972, var en dansk författare och skådespelare. Hon var verksam på Arbejdernes Teater i Köpenhamn och översatte bland annat Bernhard Blumes drama I Folkets namn från tyska till danska.

## Priser och utmärkelser
- Emma Bærentzens Legat (1943)
- Forfatterforbundets Legat (1945)
- Frøken Suhrs Forfatterlegat (1946)